# بيناداليد
بلدية ابن الدليل أو (نقحرة: بيناداليد) (بالإسبانية: Benadalid) هي بلدية تقع في مقاطعة مالقة التابعة لمنطقة أندلسية جنوب إسبانيا.

## الديموغرافيا
بلغ عدد سكان بلدية ابن الدليل 262 نسمة عام 2011 (وفقاً للمعهد الوطني الإسباني للإحصاء).
| 264 | 260 | 261 | 259 | 255 | 257 | 262 |